# 公園駅

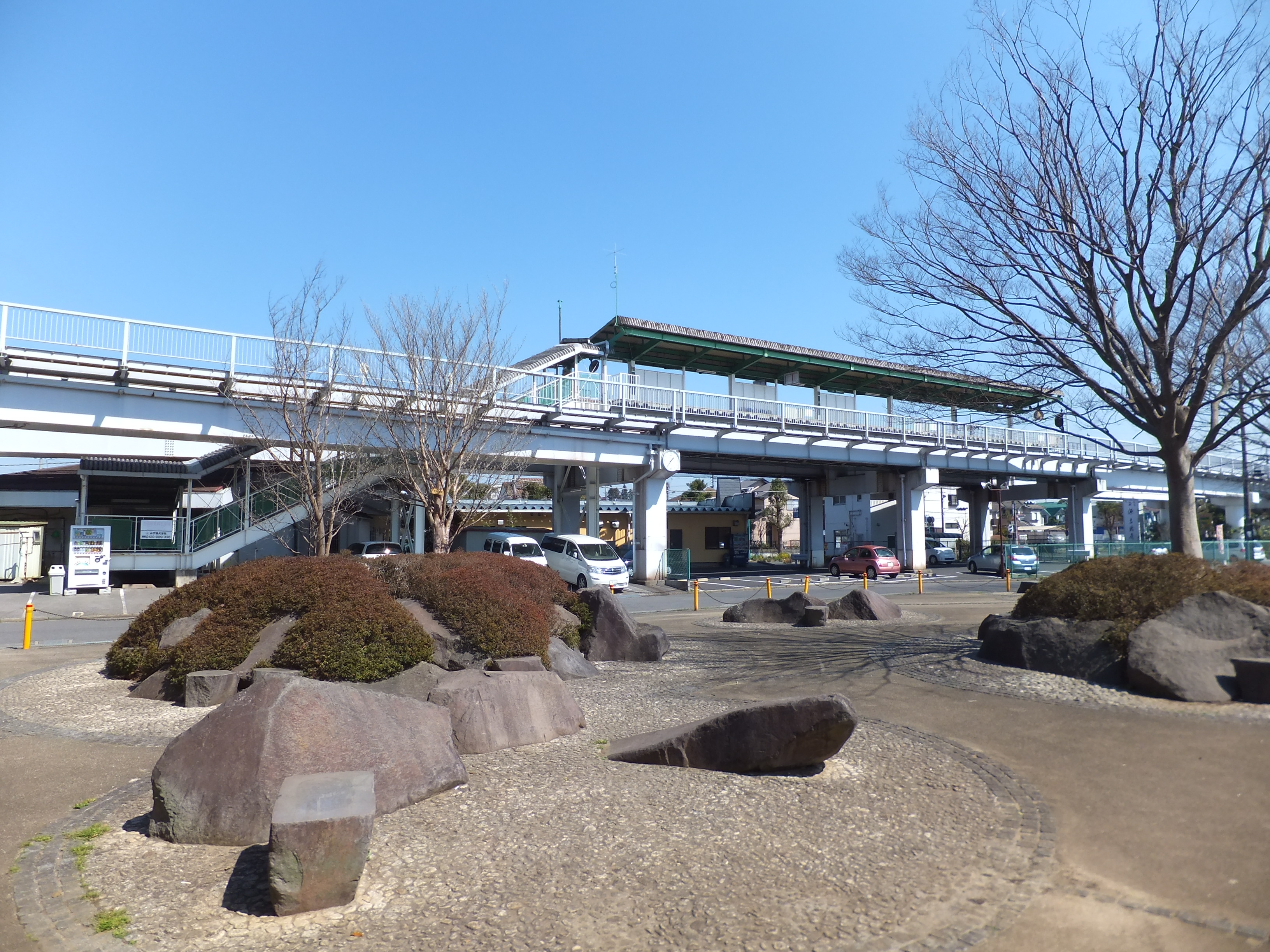
ユーカリが丘南公園側（2012年4月）

公園駅（こうえんえき）は、千葉県佐倉市ユーカリが丘六丁目にある、山万ユーカリが丘線の駅である。

## 歴史
- 1982年（昭和57年）11月2日 - 開業[1]。
- 2024年（令和6年）6月15日 - 改札に顔認証乗車システム（ユーカリPASS）を導入[2]。

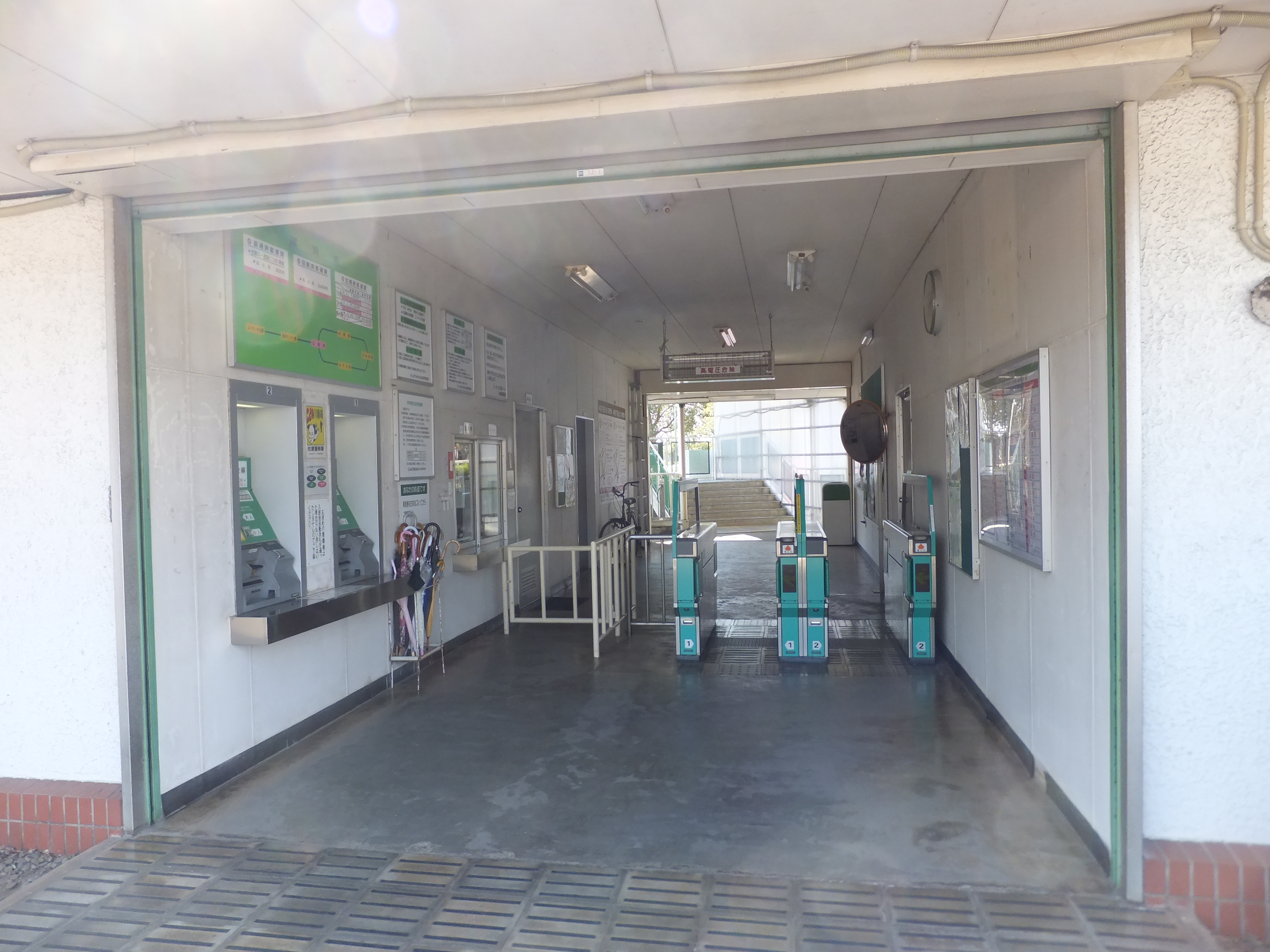
顔認証乗車システム導入前の改札口（2012年4月）

## 駅構造
島式ホーム1面2線を有する高架駅。ユーカリが丘線の中で唯一上下線ホームがある駅である。また、ユーカリが丘線の単独駅としては唯一の有人駅でもある。トイレは通常のトイレ（男女別の水洗式）が改札口を入って左手に設置されており、多機能トイレが改札を入って奥のエレベーターホールに設置されている。
ユーカリが丘線の駅務本部があり、指令室も置かれている。一部時間帯窓口不在だが、窓口にあるブザーを押すと、指令室常駐の係員が対応する。
ラケット型の環状運転を行うため、当駅と地区センター駅間の当駅寄りに環状部（単方向単線区間）と枝線部（双方向単線区間）を行き交うためのポイントがある。

### のりば
| ホーム | ←ユーカリが丘線 地区センター・ユーカリが丘方面     |                    |
| ホーム | 島式ホーム                                         | 階段・エレベーター |
| ホーム | ユーカリが丘線 環状部（女子大・中学校・井野）方面→ |                    |

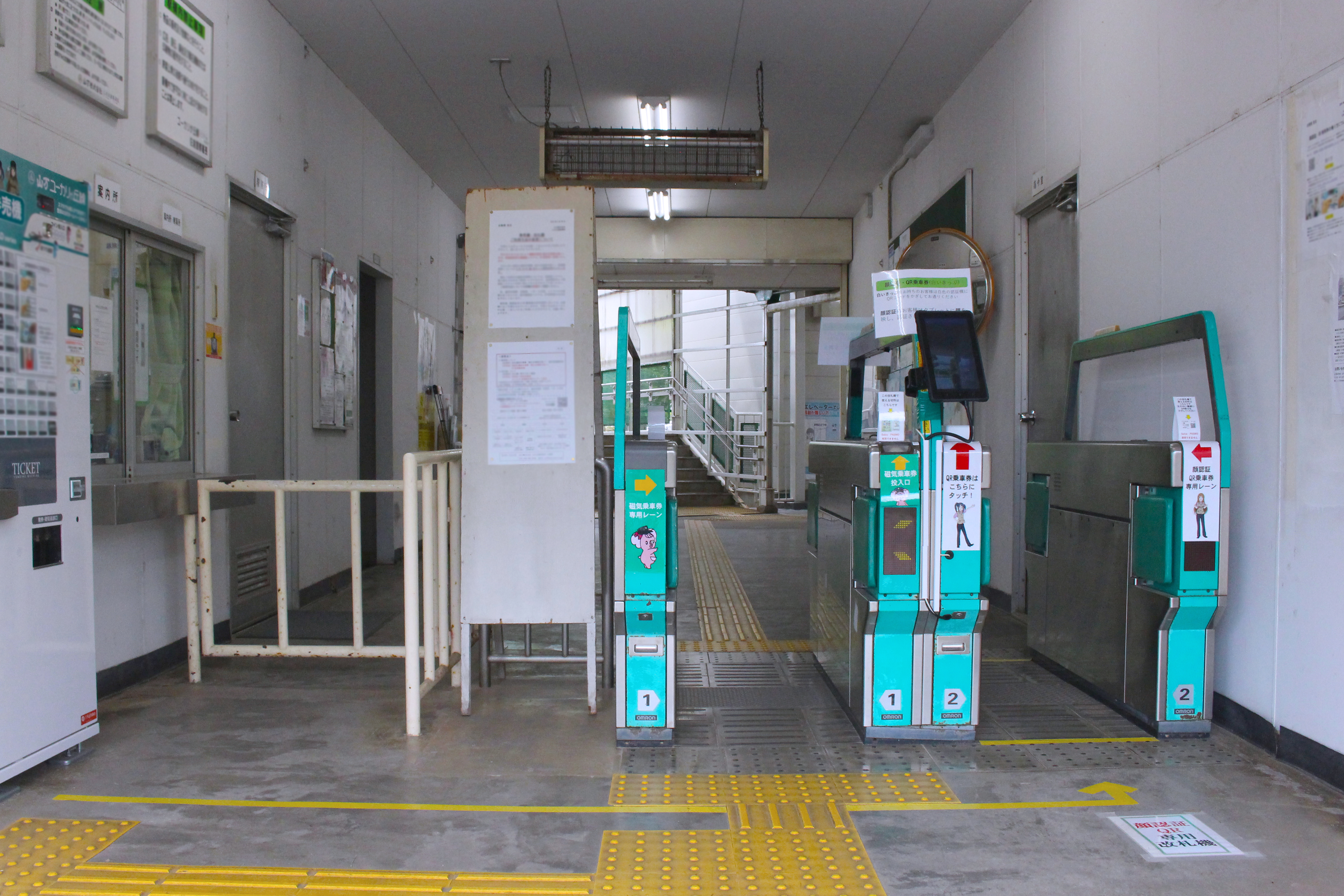
改札口（2024年7月）
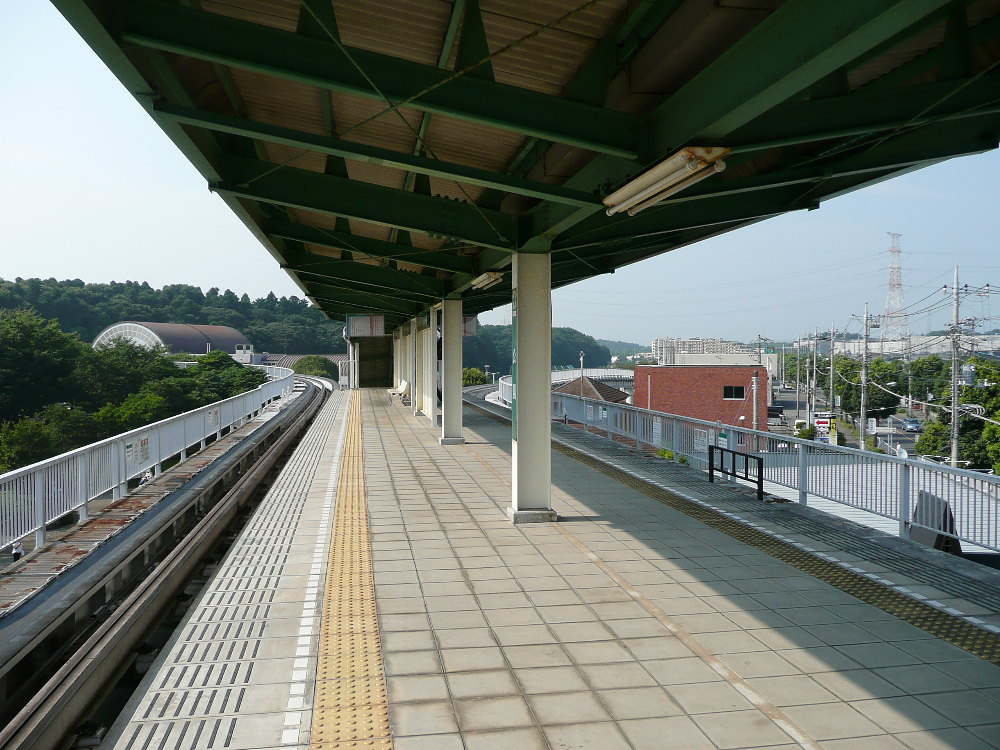
駅ホーム（2007年8月）

## 利用状況
2022年度の1日平均乗車人員は77人である
。山万ユーカリが丘線の駅では、6駅中最下位。
近年の1日平均乗車人員推移は下記の通り。
| 年度   | 一日平均 乗車人員 |
| ------ | ----------------- |
| 2012年 | 98                |
| 2013年 | 112               |
| 2014年 | 113               |
| 2015年 | 119               |
| 2016年 | 115               |
| 2017年 | 106               |
| 2018年 | 103               |
| 2019年 | 102               |
| 2020年 | 67                |
| 2021年 | 66                |
| 2022年 | 77                |

## 駅周辺

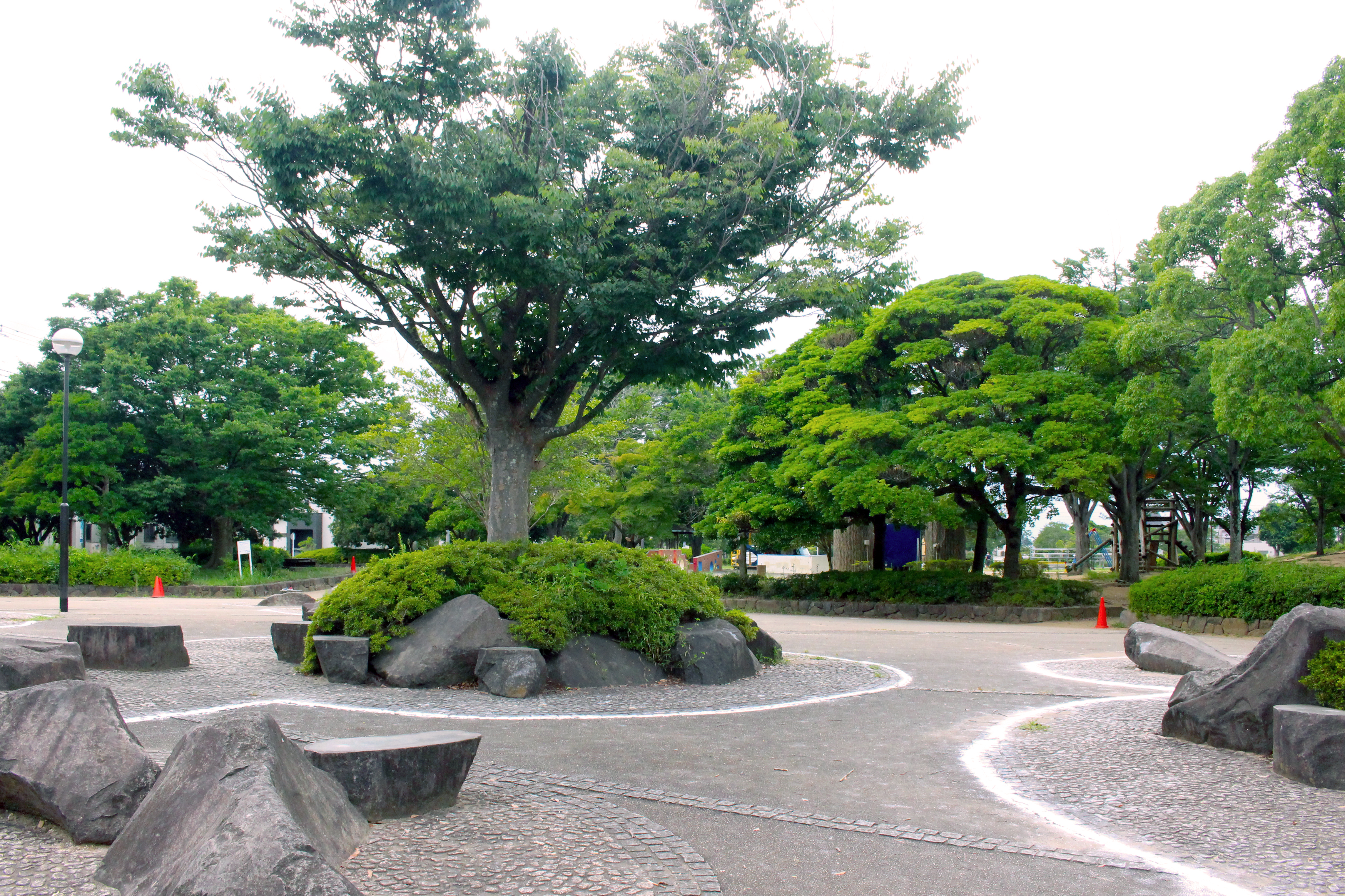
ユーカリが丘南公園（駅名の由来）
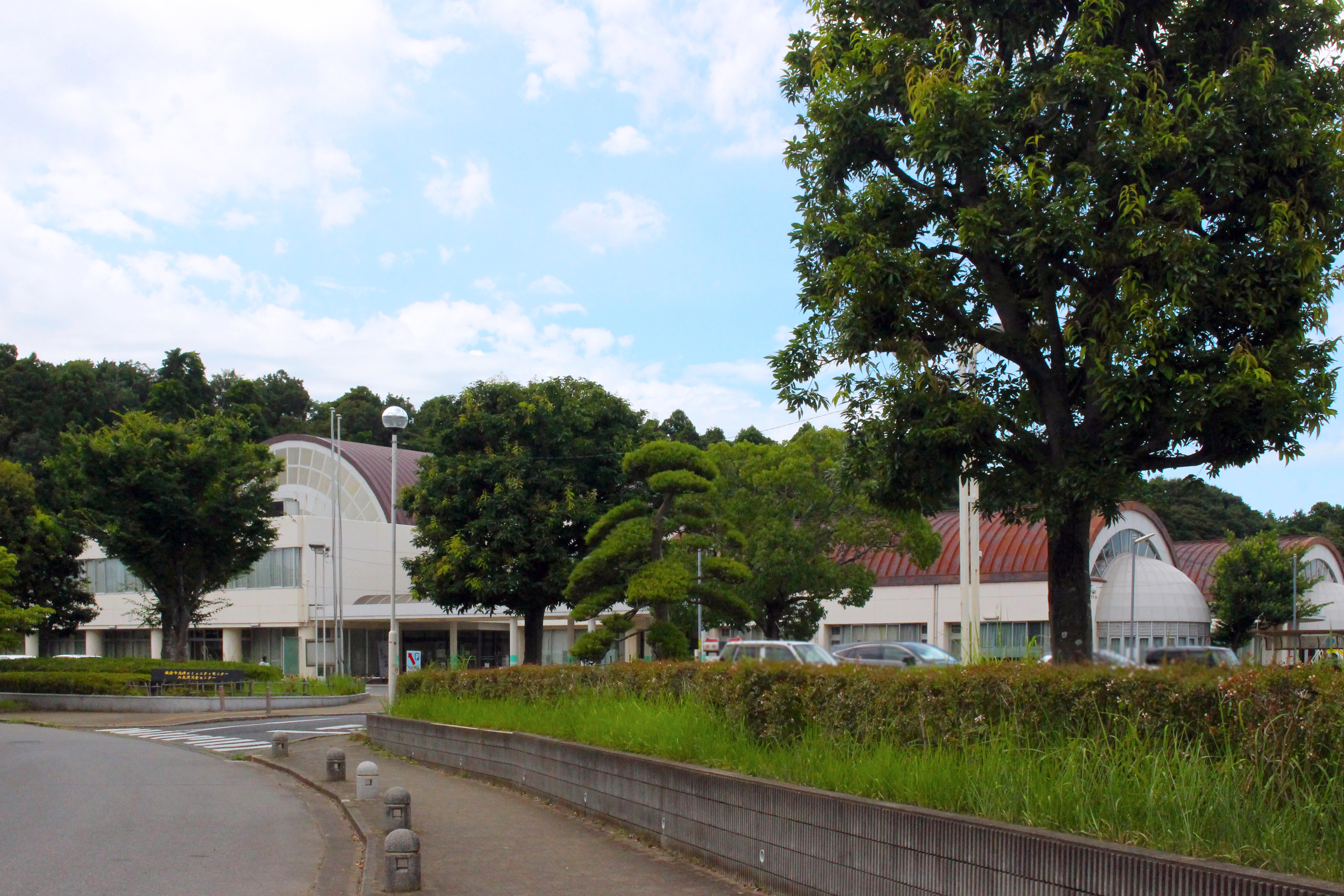
佐倉市志津コミュニティセンター
  - 北志津児童センター
- 佐倉市八街市酒々井町消防組合志津消防署
- 佐倉ユーカリが丘郵便局
- 山万株式会社鉄道事業本部事務所（指令室）
- ここらら1号Dルート 公園駅停留所

- ユーカリが丘南公園
- 志津コミュニティセンター

## 隣の駅
山万
■ユーカリが丘線
ユーカリが丘駅方面→環状部の列車
地区センター駅 → 公園駅 → 女子大駅
環状部→ユーカリが丘駅方面の列車
井野駅 → 公園駅 → 地区センター駅